# لبن رايب
اللبن الرايب نوع من الحليب الخالي من الدسم يصنع في دلتا وصعيد مصر. يمكن شُربه طازجاً أو يمكن استخدامه في صناعة الجبنة القريش، التي بدورها تستخدم لصناعة المش. وهناك أدلة تثبت أن المصريين القدماء هم من صنعوه.

## تحضيره
تبدأ الطريقة التقليدية لتحضير اللبن الرايب بحلب الأبقار مباشرة في أوعية فخارية مسطحة أو مُقعرة مُعقمة جزئياً. يبلل قعر الوعاء المصنوع حديثاً (المطارد) في الزيت أو خليط من زلال البيض والزيت، ثم يُحرق في الفرن لإغلاق المسام. بعد كل استخدام تُغسل وتُجفف المطارد في فرن ساخن لمدة ساعتين. يُترك اللبن لمدة يوم إلى أربعة أيام، حسب درجة الحرارة وبينما ترتفع الدهون إلى الأعلى يتخثر الحليب في الأسفل. يُحفظ الحليب عند 20-25 درجة مئوية (68-77 درجة فهرنهايت) في حين يتشكل اللبن الرائب. لا يفسد اللبن بينما تخمره الفلورا الدقيقة. تستخرج الدهون لاستخدامها في عمل الزبدة. بينما يصبح المتبقي لبن رائب. رائحته تُشبه الحليب الرائب وله طعم حامض قليلاً.

## منتجاته البديلة والمشتقة
لبن الخض هو أحد البدائل الذي يُخمر في قربة من جلد الماعز. وهناك أيضاً الغباشة التي تعتبر مشروب شعبي في السودان. كما تُضاف بعض القشدة إلى اللبن الرايب المصنوع من حليب الجاموس، ثم يخفف الخليط بالماء. ولبن الزير نوع آخر يُصنع في أواني فخارية. وقد يُخلط مع دشيش القمح المجفف بعد سلقه ويُخمر لمدة أربعة وعشرين ساعة، ثم يجفف تحت الشمس ليصنع منه الكشك. وهو غذاء مغذي للغاية يمكن حفظه لعدة سنوات.
ويتكون الجبن القريش من اللبن الرايب عن طريق سكب خثارة الحليب على حصيرة من القصب وتركها لتصفى، وفي بعض الأحيان توزع ويضغط عليها في الحصيرة، ثم تُعلق لمدة يومين أو ثلاثة أيام. وقبل الانتهاء من تجهيزها بفترة قصيرة تُملَح الجبنة الجافة، ثم تعلق في الحصيرة لبضع ساعات أخرى.